# Râul Gerului
Râul Gerului  (pronunție [dʒeru'luɪ']) este un curs de apă, afluent al Siretului. 

## Istoric
În primele mențiuni documentare ale râului (15 iulie 1448 și 24 septembrie 1468) denumirea apare sub forma Gerul (vezi Documenta Romaniae Historica, A Moldova I, București, 1975, documentul 280, Documenta... II, București, 1976, documentul 154). Ulterior, denumirea s-a transformat în Gerului, care nu este un genitiv, ci urmează hidronimia din zonă, unde râurile au nume cum sunt: Covurlui, Gerului, Suhului, Suhurlui (cu accentul pe ultima silabă).

## Râurile Gerului și Bârlădel
Inițial râul Gerului se vărsa în râul Bârlădel, care era de fapt un braț al Siretului. În urma regularizării Siretului, legătura cu râul Siret în partea amonte a brațului Bârlădel a fost întreruptă; fostul braț (care curge paralel cu cursul principal al Siretului) devenind astfel o prelungire a râului Gerului acționând ca un colector al afluenților de pe podișul Covurlui. Drept consecință, fostul braț Bârlădel a ajuns să fie cunoscut în unele documentații și drept râul Gerului, fiind inclus ca atare în cadastrul apelor. Prin extindere, pe unele hărți, râul Gerului este desemnat (incorect) drept râul Bârlădel.